# مواد نگهدارنده

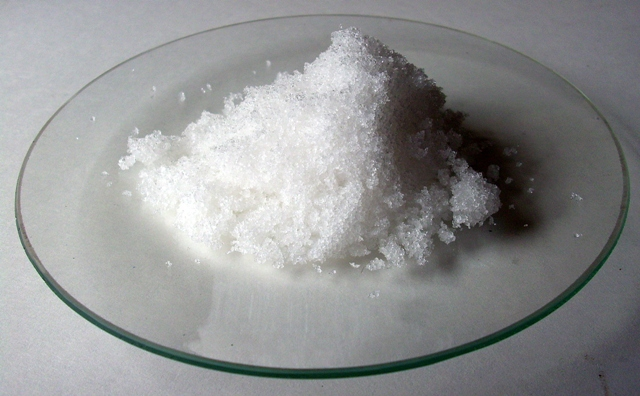
یک ماده نگهدارنده

مواد نگهدارنده (به انگلیسی: Preservatives) دسته‌ای‌از ترکیبات شیمیایی هستند که برای جلوگیری از فساد، تجزیه، انجام واکنش‌های شیمیایی ناخوشایند و همچنین برای جلوگیری از کاهش کیفیت و ارزش غذایی به مواد غذایی، داروها، رنگ‌ها، لوازم آرایشی، نمونه‌های بیولوژیک، چوب و بسیاری از محصولات دیگر افزوده می‌شوند.
بنزوییک اسید، پارابن‌ها، سوربیک اسید و نمک‌هایش، ترکیبات فنولی و آمین‌های چهارتایی، مثال‌هایی از مواد نگهدارنده هستند.
از روش‌های نگهداری، می‌توان به استفاده از باکتری‌های خوش‌خیم، مخمرها و قارچ برای اضافه کردن ویژگی‌های خاص (به عنوان در مثال، پنیر، شراب) اشاره کرد. حفظ یا ایجاد ارزش تغذیه‌ای، بافت، عطر و طعم در حفظ ارزش غذا به عنوان یک غذا بسیار مهم است. قبول یک ماده خوراکی، به عنوان یک ماده غذایی مناسب ممکن است در فرهنگ‌های مختلف تعبیرهای متفاوتی داشته باشد. نگهداری مواد غذایی معمولاً از طریق جلوگیری از رشد باکتری‌ها، قارچ‌ها و سایر میکروارگانیسم‌ها، همچنین اکسیداسیون چربی‌ها که باعث ترشیدگی شوند، صورت می‌پذیرد.
سایر روش‌های متداول برای نگهداری غذا، شامل خشکاندن، خشک‌کردن انجمادی، انجماد، بسته‌بندی در خلاء، کنسرو کردن، نگهداری در مایعات، کریستالیزه کردن، افزودن موادی چون گازهای بی‌اثر مانند دی‌اکسید کربن، هستند

## مواد نگهدارنده ضد میکروب
این مواد از تجزیه و فساد موادغذایی توسط میکروب‌ها جلوگیری می‌کنند. پُر کاربردترین این مواد، اسید لاکتیک است. نیترات‌ها و نیتریت‌ها نیز از مهم‌تریم نگهدارنده‌ها هستند. استفاده از آنتی‌بیوتیک‌های وسیع الطیف مانند ایزوتیازولینون ممکن است باعث بروز آلرژی شود. این ماده همچنین برای آبزیان و بوم‌سازگان آبی، سمی و خطرناک است.

## آنتی‌اکسیدان‌ها
فرایند اکسید شدن، از مهم‌ترین دلایل کاهش کیفیت موادغذایی به‌ویڗه در موادغذایی دارای چربی بالا است. برای جلوگیری و مهار این فرایند، از آنتی‌اکسیدان‌ها استفاده می‌شود. اسکوربیک اسید، ویتامین ث و آسکوربات‌ها از مهم‌ترین آنتی‌اکسیدان‌ها هستند. این مواد، معمولاً به روغن‌ها، پنیر و چیپس سیب‌زمینی افزوده می‌شوند.
فنول‌ها، هیدروکسی‌انیسول بوتیله‌شده، دی‌بوتیل هیدروکسی تولوئن، نمونه‌هایی از آنتی‌اکسیدان‌ها هستند. این مواد از شکل‌گیری و تولید هیدروپراکسیدها، جلوگیری می‌کنند.
مواد نگهدارنده و مضرات آن‌ها در محصولات غذایی و نوشیدنی
مقدمه
در دنیای امروز، بسیاری از محصولات غذایی و نوشیدنی‌ها حاوی مواد نگهدارنده هستند که برای حفظ تازگی و افزایش طول عمر آن‌ها استفاده می‌شود. با این حال، مواد نگهدارنده ممکن است مضرات زیادی برای سلامت انسان‌ها داشته باشند. این مقاله به بررسی انواع مواد نگهدارنده، مضرات آن‌ها و تاثیرات منفی‌شان بر بدن انسان می‌پردازد. همچنین، نقش برندهایی که محصولات بدون مواد نگهدارنده تولید می‌کنند، مورد توجه قرار می‌گیرد. در این میان، نوشیدنی‌های فوری مانند کافی میکس 3 در 1، کافی میکس 2 در 1، کاپوچینو، هات چاکلت و چای ماسالا یکی از محصولاتی هستند که بیشتر از مواد نگهدارنده استفاده می‌کنند و ما در این مقاله به بررسی آن‌ها خواهیم پرداخت.
مواد نگهدارنده چیستند؟
مواد نگهدارنده ترکیبات شیمیایی هستند که به غذاها و نوشیدنی‌ها اضافه می‌شوند تا از فساد و خراب شدن آن‌ها جلوگیری کنند. این مواد باعث می‌شوند که عمر مفید محصولات طولانی‌تر شود و از فساد ناشی از باکتری‌ها، قارچ‌ها و سایر میکروب‌ها جلوگیری شود. مواد نگهدارنده به دو دسته اصلی تقسیم می‌شوند: مواد نگهدارنده طبیعی و مواد نگهدارنده شیمیایی. در حالی که برخی از این مواد طبیعی مانند نمک و شکر می‌توانند در حد معقول استفاده شوند، مواد نگهدارنده شیمیایی مانند سدیم بنزوات و سولفیت‌ها ممکن است مضرات زیادی برای سلامت داشته باشند.
چرا استفاده از مواد نگهدارنده برای بدن مضر است؟
استفاده طولانی‌مدت از مواد نگهدارنده می‌تواند تاثیرات منفی زیادی بر بدن انسان بگذارد. مواد شیمیایی که برای نگهداری غذاها و نوشیدنی‌ها استفاده می‌شوند، می‌توانند موجب بروز اختلالات مختلفی در سیستم‌های مختلف بدن شوند. برخی از این اختلالات عبارتند از:
1. مشکلات گوارشی
مواد نگهدارنده شیمیایی ممکن است باعث ایجاد مشکلات گوارشی مانند نفخ، اسهال و تهوع شوند. این مواد می‌توانند بر سیستم گوارشی تأثیر منفی گذاشته و باعث اختلال در جذب مواد مغذی شوند.
2. واکنش‌های آلرژیک
مواد شیمیایی مانند سولفیت‌ها و بنزوات‌ها می‌توانند در برخی افراد واکنش‌های آلرژیک ایجاد کنند. این واکنش‌ها می‌توانند به صورت جوش‌های پوستی، مشکلات تنفسی و حتی تورم در بدن بروز پیدا کنند.
3. اختلالات هورمونی
برخی از مواد نگهدارنده می‌توانند موجب اختلال در سیستم هورمونی بدن شوند. این مواد ممکن است بر عملکرد غدد درون‌ریز تأثیر بگذارند و موجب بروز مشکلاتی چون کاهش قدرت باروری، اختلالات قاعدگی و افزایش خطر ابتلا به سرطان شوند.
4. افزایش ریسک سرطان
برخی از مواد نگهدارنده مانند نیتریت‌ها و نیتروزآمین‌ها می‌توانند به عنوان عوامل سرطان‌زا شناخته شوند. این مواد ممکن است به مرور زمان در بدن تجمع کنند و خطر ابتلا به سرطان‌های مختلف را افزایش دهند.مواد نگهدارنده در بسیاری از محصولات نوشیدنی برای افزایش ماندگاری استفاده می‌شوند.